# Linia kolejowa nr 585
Linia kolejowa nr 585 – pierwszorzędna, zelektryfikowana, jednotorowa linia kolejowa łącząca stację Radom Główny ze stacją towarową Radom Wschodni.